# Liste des épisodes d'Albator 84

Albator 84 (わが青春のアルカディア·無限軌道SSX, Waga Seishun no Arukadia - Mugen Kidō Esu Esu Ekkusu) est une série anime composée de 22 épisodes diffusée la première fois au Japon le 13 octobre 1982 et en France le 12 janvier 1984 sur la chaîne Antenne 2.

## Résumés
| No | Titre français              | Titre japonais                      | Titre japonais | Date de 1re diffusion            |
| No | Titre français              | Kanji                               | Rōmaji | Date de 1re diffusion            |
| --- | --------------------------- | ----------------------------------- | --- | -------------------------------- |
| 1 | Le Grand départ             | アルカディア発進                    | Arukadia hasshin (Décollage de l'Arcadia)                                                                            | 13 octobre 1982 12 janvier 1984  |
| Depuis qu'Albator a pris le commandement de l'Atlantis et s'est opposé aux Humanoïdes, sa tête est mise à prix. Un jeune garçon, qui veut nourrir sa famille, va tenter de le tuer pendant que son vaisseau sera ravitaillé. |                             |                                     | |                                  |
| 2 | La Femme capitaine          | 女艦長レオタード                    | Onna kancho Reotâdo (La femme capitaine Leotard)                                                                     | 20 octobre 1982 19 janvier 1984  |
| Une pièce importante de l'Atlantis est tombée en panne. Alfred suggère de faire une pause sur la planète Parta où il connaît un mécanicien qui pourra la réparer. Mais Parta est depuis longtemps sous l'emprise des Humanoïdes. |                             |                                     | |                                  |
| 3 | Petite fille                | 戦闘空間の子守唄                    | Sentô kûkan no komoriuta (Berceuse du champ de bataille)                                                             | 27 octobre 1982 26 janvier 1984  |
| L'Atlantis reçoit un appel de détresse d'un vaisseau attaqué par des pillards. Mais les seuls rescapés trouvés à bord sont un médecin et une petite fille à la recherche de son père. |                             |                                     | |                                  |
| 4 | Plus forte que l'épée       | 宇宙の宝島伝説                      | Uchû no takarajima densetsu (La légende de l'île au trésor de l'espace)                                              | 3 novembre 1982 2 février 1984   |
| Tous les habitants de la planète P-3 ont été massacrés par les Humanoïdes. Albator pense que les gens de la Station d'Information de l'Espace connaissent les raisons de ce massacre. Il tente alors de repérer leur emplacement. |                             |                                     | |                                  |
| 5 | Le bateau fantôme           | 幽霊船セルの少女                    | Yûreisen Seru no shôjo (La fille du vaisseau fantôme "Sell")                                                         | 10 novembre 1982 9 février 1984  |
| Albator et son équipe croisent un étrange vaisseau abandonné, vieux de plusieurs dizaines d'années. Ils y trouvent une femme cyborg qu'ils décident de prendre à bord de l'Atlantis. |                             |                                     | |                                  |
| 6 | L'Oasis de l'espace         | 登場!宇宙大要塞                     | Tôjô! Uchû daiyôsai (Le voilà! Le grand fort de l'espace)                                                            | 17 novembre 1982 23 février 1984 |
| Les Humanoïdes ont mis au point un nouveau vaisseau de guerre qu'ils lancent à la poursuite de l'Atlantis. Ce dernier subit alors de graves dommages et doit absolument s'arrêter quelque part pour effectuer d'urgentes réparations. |                             |                                     | |                                  |
| 7 | La Vengeance                | X＝エメラルダス                     | Ekkusu wa Emerarudasu (X est Emeraldas)                                                                              | 1er décembre 1982 1er mars 1984  |
| Albator et Alfred retrouvent la trace de celle que l'on surnomme la Femme-Pirate. Lorsqu'ils apprennent qu'elle a été capturée par les Humanoïdes, ils n'hésitent pas à venir à son secours, même s'ils savent qu'un piège les y attend. |                             |                                     | |                                  |
| 8 | La Planète de fer           | 鉄の星の少年と母                    | Tetsu no hoshi no shônen to haha (La mère et le fils de la planète de fer)                                           | 8 décembre 1982 8 mars 1984      |
| Peu après une escale de ravitaillement, une explosion survient dans les réservoirs d'eau de l'Atlantis. Albator et son équipage sont contraints de s'arrêter sur la Planète de Fer. |                             |                                     | |                                  |
| 9 | Sabotage                    | スパイはだれだ!                     | Supai wa dareda! (Qui est l'espion!)                                                                                 | 15 décembre 1982 15 mars 1984    |
| Un espion s'est glissé à bord de l'Atlantis, multipliant les sabotages. Pourtant, aucun individu n'est repéré. Peu après, c'est Nausicaä qui disparaît. La tension monte car tout le monde en vient à suspecter l'autre. |                             |                                     | |                                  |
| 10 | Il neige dans l'espace      | 星の海に雪が降る                    | Hoshi no umi ni yuki ga furu (Il neige sur la mer d'étoiles)                                                         | 22 décembre 1982 22 mars 1984    |
| C'est Noël ! Tandis que la petite Lydia espère que son père lui apportera un cadeau, les Humanoïdes passent à l'offensive. Ils ont, pour cela, entièrement automatisé l'Ombre de la Mort, l'ancien vaisseau d'Albator. |                             |                                     | |                                  |
| 11 | L'Invasion                  | 響け自由の鐘の音                    | Hibike jiyû no kane no ne (Que sonnent les cloches de la liberté)                                                    | 5 janvier 1983 29 mars 1984      |
| Albator et ses amis espèrent fêter tranquillement la nouvelle année sur Azila, une des rares planètes encore neutres. Mais les Humanoïdes font pression sur le gouvernement pour qu'il ne reste pas. |                             |                                     | |                                  |
| 12 | Le Grand défi               | 心で操る·心の船                     | Kokoro de ayatsuru - kokoro no fune (Manipulation par l'esprit, le vaisseau du cœur.)                                | 12 janvier 1983 5 avril 1984     |
| Le professeur Zon a mis au point son plus bel appareil de combat. C'est seul aux commandes, et sans l'aide des Humanoïdes, qu'il lance un défi à Albator. Mais ce dernier refuse. |                             |                                     | |                                  |
| 13 | La Déesse dorée             | 謎の黄金女神像!?                    | Nazo no ôgon no megami zô!? (Une mystérieuse statue dorée de déesse!?)                                               | 19 janvier 1983 12 avril 1984    |
| Pendant la surveillance de garde, Mima est traumatisée par l'apparition d'un étrange vaisseau lumineux. non loin de là, Monsieur Zon est récupéré par les Humanoïdes qui sont très mécontents de son échec. |                             |                                     | |                                  |
| 14 | La Boule de feu             | 謎の光はUFO?                        | Nazo no hikari wa yûfô? (La mystérieuse lumière est un OVNI?)                                                        | 26 janvier 1983 19 avril 1984    |
| Alors que les Humanoïdes s'apprêtent à lancer une nouvelle attaque contre Albator, leur flotte est instantanément anéantie par une boule lumineuse. De son côté, Monsieur Zon demande qu'on lui confie une armada entière sous ses ordres. |                             |                                     | |                                  |
| 15 | La Mer de la mort           | 死の海中80分!?                      | Shi no kaichû hachijuppun!? (80 minutes dans la mer de la mort!?)                                                    | 2 février 1983 26 avril 1984     |
| Pris dans un piège tendu par Monsieur Zon et les Humanoïdes, Albator et son équipage doivent se dissimuler dans les profondeurs d'une mer composée d'acide. Mais ils sont très vite repérés et menacés par des torpilles. |                             |                                     | |                                  |
| 16 | Les Chats ont deux oreilles | 宇宙で拾ったネコ                    | Uchû de hirotta neko (Un chat trouvé dans l'espace)                                                                  | 9 février 1983 3 mai 1984        |
| La petite Lydia s'est prise d'affection pour un petit chat trouvé sur une planète. Elle l'amène secrètement à bord de l'Atlantis sans se douter que l'animal sert d'espion aux Humanoïdes. |                             |                                     | |                                  |
| 17 | Le Vaisseau ne répond plus  | 大竜巻!! 交信不能                   | Daitatsumaki!! Kôshin funô (Grande tornade!! Communication impossible)                                               | 16 février 1983 10 mai 1984      |
| À la suite d'un accident, Alfred, Joe, Lydia et le docteur ne peuvent plus quitter la planète Mitra et rejoindre l'Atlantis. De plus, ils sont très vite repérés par les Humanoïdes qui veulent en profiter pour les éliminer. |                             |                                     | |                                  |
| 18 | Au secours d'Emeraldas      | エメラルダス救出                    | Emerarudas kyûshutsu (Le sauvetage d'Emeraldas)                                                                      | 23 février 1983 17 mai 1984      |
| En voulant délivrer deux terriens sur le point d'être exécutés, Emeraldas tombe dans le piège tendu par les Humanoïdes. Albator et son équipage s'empresse de venir à son secours lorsqu'ils apprennent sa capture. |                             |                                     | |                                  |
| 19 | Le Mystère de l'ordinateur  | マイコン惑星の怪                    | Maicon wakusei no kai (Le mystère de la planète de l'ordinateur)                                                     | 2 mars 1983 24 mai 1984          |
| Pour éliminer Albator, Monsieur Zon utilise une drôle de planète artificielle gérée par un ordinateur fou. En effet, tous les vaisseaux l'approchant sont irrémédiablement attirés et finissent par s'écraser. |                             |                                     | |                                  |
| 20 | Le Mal de l'espace          | 宝島への道                          | Takarajima he no michi (Le chemin vers l'île au trésor)                                                              | 9 mars 1983 31 mai 1984          |
| En voulant sauver Emeraldas, Alfred a attrapé le mal de l'espace. Pour évaluer l'ampleur de la maladie, le docteur a besoin d'un médicament, le Vitaphormol. Albator se propose d'aller en chercher dans une base Humanoïde. Mais Nausicäa s'y rend à sa place |                             |                                     | |                                  |
| 21 | L'Ordinateur                | 闘えトチロー!!命果てるまで...       | Tatakae Tochirô!! Inochi hateru made... (Bats-toi Tochirô!! Jusqu'à la mort...)                                      | 16 mars 1983 7 juin 1984         |
| Grâce aux précieuses informations données par Nausicaä, Albator sait dans quelle direction se trouve la planète qu'il recherche. Il arrive à présent aux limites encore inexplorées du cosmos. L'Atlantis se retrouve immobilisé dans un cimetière de l'espace et Alfred voyant sa fin venir, quitte le vaisseau pour rejoindre l'épave de l'ombre de la mort sur la planète Taroton afin de transférer son âme dans l'ordinateur central de l'Atlantis pour qu'il puisse franchir le brouillard de la mort. |                             |                                     | |                                  |
| 22 | La Déesse de la paix        | 母なる地球へ!!宇宙の勇者よ永遠に... | Haha naru chikyû he!! Uchû no yûja yo towa ni... (Vers notre mère la Terre!! Ô héros de l'espace pour l'éternité...) | 30 mars 1983 21 juin 1984        |
| L'Atlantis a franchi le Brouillard de la Mort. Nos amis approchent bientôt de leur but, une planète idéale où règnerait la paix. Mais le professeur Zon et les Humanoïdes ne sont pas très loin. |                             |                                     | |                                  |

## Film
Le film Albator 84 : L'Atlantis de ma jeunesse, sorti au Japon avant la série, a été découpé en 5 épisodes pour la diffusion télé en France.
| No | Titre français                  | Titre japonais | Titre japonais | Date de 1re diffusion |
| No | Titre français                  | Kanji          | Rōmaji         | Date de 1re diffusion |
| -- | ------------------------------- | -------------- | -------------- | --------------------- |
| 23 | Souvenir, souvenir              |                |                | 28 juin 1984          |
| 24 | Une belle amitié                |                |                |                       |
| 25 | Le marchandage                  |                |                |                       |
| 26 | Opération de la dernière chance |                |                |                       |
| 27 | Le serment                      |                |                |                       |